# کلئوپاتر دارلو
کلئوپاتر دارلو (فرانسوی: Cléopatre Darleux‎؛ زادهٔ ۱ ژوئیهٔ ۱۹۸۹) بازیکن هندبال زن اهل فرانسه است.
از باشگاه‌هایی که در آن بازی کرده‌است می‌توان به باشگاه فوتبال نیس اشاره کرد.